# 千葉県立君津高等学校
千葉県立君津高等学校（ちばけんりつ きみつこうとうがっこう）は、千葉県君津市坂田にある県立高等学校。2021年に（旧）千葉県立君津高等学校と千葉県立上総高等学校を統合して設立。通称は「君高」（きみこう）。

## 設置学科
- 普通科
  - 教員基礎コースと英語コースを設置
- 園芸科

## 生活標語
明るく 豊かに 逞しく

## 沿革
- 2021年（令和3年）4月 - （旧）千葉県立君津高等学校と千葉県立上総高等学校を統合し、（新）千葉県立君津高等学校開校
  - （旧）君津高等学校は本校舎、上総高等学校は上総キャンパスとなり園芸科の実習施設として活用している。

## （旧）千葉県立君津高等学校 沿革
- 1971年（昭和46年）4月 - 開校
- 1972年（昭和47年）3月 - 普通教室棟を竣工
  - 4月 - 普通教室棟へ移転
- 1973年（昭和48年）3月 - 校旗披露・校歌発表会を君津市公民館にて開催
- 1974年（昭和49年）3月 - 第1回卒業証書授与式挙行
  - 9月 - 第1回体育大会開催
- 1975年（昭和50年）9月 - 正門竣工
- 1976年（昭和51年）11月 - 創立5周年記念式典挙行
- 1991年（平成2年）11月 - 創立20周年記念式典挙行
- 2001年（平成13年）11月 - 創立30周年記念式典挙行
- 2002年（平成14年）4月 - 2学期制開始
- 2006年（平成18年）4月 - 英語コース設置
- 2017年（平成29年）11月 - 千葉県教育委員会より、県立学校改革推進プラン・第４次実施プログラム案対象校に指定され、2021年に上総高校と統合して新しい学校設置が検討される。（新校名については有識者などの意見を踏まえ検討され、統合校の新校名が「千葉県立君津高等学校」」と決定）
- 2018年（平成30年）2月- 弓道場 竣工
- 2020年8月19日 - 上総高校との統合による2021年度の旧校第1学年生徒募集停止と、新校の普通科および園芸科募集を発表[1]。
- 2021年3月31日 - 上総高校が閉校舎、4月から（新）千葉県立君津高等学校として本校舎と上総キャンパスにおいて教育活動を存続[2]。
- 2023年4月 - 統合完了。

## 千葉県立上総高等学校 沿革
- 1910年 - 中村外5か村組合立周准農学校として開校
- 1911年 - 君津郡立周准農学校と改称
- 1920年 - 現在地に移転、落成式挙行
- 1924年 - 中村外9か村組合周准農学校と改称
- 1928年 - 千葉県立周准農学校と改称
- 1948年 - 学制改革により千葉県立周准農業高等学校と改称
- 1950年 - 千葉県立木更津第一高等学校周准校舎となる
- 1952年 - 農村家庭科1学級設置
- 1956年 - 千葉県立上総農業高等学校と改称
- 1962年 - 農業科を園芸科と改称
- 1963年 - 農村家庭科を生活科と改称
- 1969年 - 千葉県立上総高等学校と改称、普通科を設置
- 1979年 - 創立70周年記念式典挙行
- 1990年 - 創立80周年記念式典挙行
- 2000年 - 創立90周年記念式典挙行
- 2010年 - 創立100周年記念式典挙行
- 2017年（平成29年）11月 - 千葉県教育委員会より、県立学校改革推進プラン・第4次実施プログラム案により、君津高等学校との2021年度の統合対象校になり、新しい学校設置が検討される（新校名については有識者などの意見を踏まえ検討され、統合校の新校名が「千葉県立君津高等学校」と決定）。
- 2020年8月19日 - （旧）君津高等学校との統合による第1学年生徒募集停止を発表。
- 2021年3月31日 - 閉校舎。上総高等学校としては創立から111年で閉校舎。4月から（新）千葉県立君津高等学校上総キャンパスとなる。
- 2023年3月 - 上総校舎を上総キャンバスとし園芸科の実習施設とする。

## 部活動
以下は（旧）君津高等学校
体育系
- 陸上
- バレーボール
- ソフトボール
- バドミントン
- ソフトテニス
- バスケットボール
- 水球
- 野球
- サッカー
- 卓球
- 剣道
- 弓道

文化系部活動
- 演劇
- 美術
- 将棋
- 英語研究
- 吹奏楽
- 書道
- 茶道
- ギター
- 弦楽
- 写真
- 科学
- ダンス
- 合唱

同好会
- 郷土研究(写真部と合同で活動)
- 料理研究

## 交通アクセス
- JR東日本内房線君津駅より徒歩22分
- 君津駅北口より君津市コミュニティバス「人見・大和田・神門循環線」で「君津高校」停留所下車。

## 著名な卒業生
- 粕谷智浩（袖ケ浦市長）※（旧）君津高等学校
- 泉水智（元バレーボール選手：NECブルーロケッツ）※（旧）君津高等学校
- ガルーダ（プロレスラー）※（旧）君津高等学校
- ゆかな（声優）※（旧）君津高等学校